# Cerro de las Minas
Cerro de la Minas es un sitio arqueológico ubicado en el actual estado de Oaxaca, justo al norte de la ciudad de Huajuapan de León.
El sitio pertenece a lo que se llama la cultura ñuiñe, en la Mixteca baja oaxaqueña.  El sitio está localizado en los barrios de Chapultepec, Santa Rosa, Alta Vista y Del Maestro en la ciudad sobre una colina que domina tierras agrícolas del Valle de Huajuapan.
Esta gran colina está posicionada estratégicamente sobre tierras agrícolas del valle, el cual produjo su alimentación, así como rutas comerciales que cruzan este valle, lo cual lo hizo importante a nivel regional. El sitio tiene varios asentamientos y fue reservado para la elite del área en su tiempo.  El Cerro de las Minas es el único sitio de arqueología mixteca de tierra baja abierto al público.

## Antecedentes

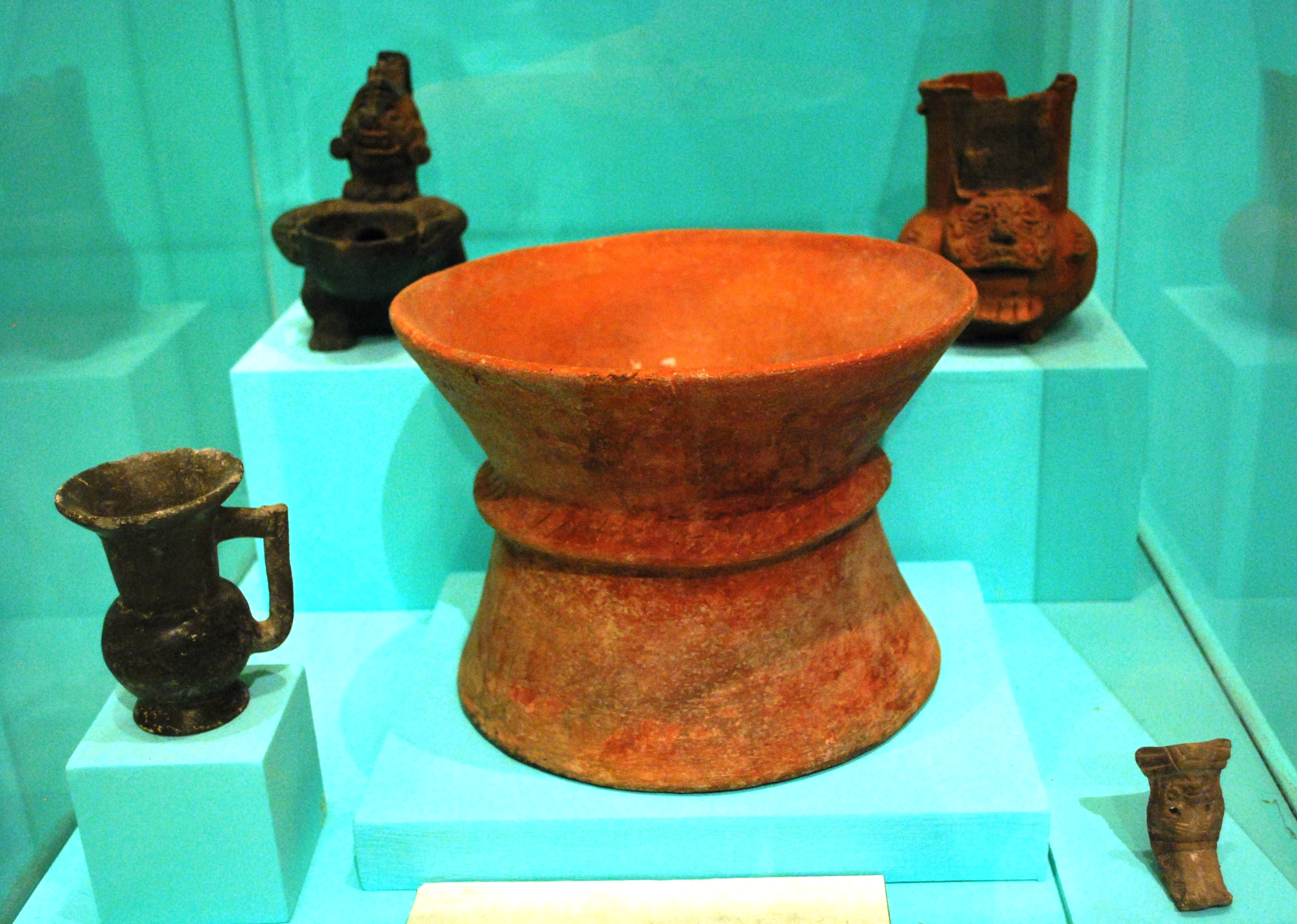
Cerámica del sitio Cerro de las Minas

Este sitio fue explorado sistemáticamente por el doctor John Paddock en la década de 1960. Él definió la cultura Ñuiñe.  El director de turismo del estado de Oaxaca, Juan Arturo López Ramos, consiguió financiamiento para explorar y restaurar la zona arqueológica en varias temporadas, desde 1987 hasta 1992, trabajos que por ley debe hacer el INAH, institución que encomendó esta tarea al experimentado doctor Marcus Winter.

## Historia del sitio
Hace 2500 años, hubo muchas comunidades mixtecas (Alta y Baja) habitadas por mixtecos llamados Ñuu Yata (Gente Antigua). Estos grupos habitaron Cerro de las Minas, Diquiyú y Tequixtepec (Mixteca Baja), y Huamelulpan, Monte Negro, Yucuita y otras (Mixteca Alta). La cultura se desarrolló durante 600 años, hasta 250-350 d. C., probablemente debido a la influencia teotihuacana se transformaría en la cultura Ñuiñe. Fue un importante centro de la cultura Ñuiñe, fundado en el periodo Preclásico tardío que tuvo su máximo esplendor durante el periodo Clásico temprano, entre los años 400 a 800 d. C., periodo en el que florecieron ciudades tan importantes como Monte Albán y Teotihuacán, esta última en el altiplano del valle de México.
La zona estuvo en las rutas comerciales entre el valle de México y los valles centrales de Oaxaca, el valle de Tehuacán y otras áreas de la Sierra Madre del Sur. Los productos comerciales fueron obsidiana, cerámica, textiles, metales, sal, madera, carbón, vegetales, frutas, y copal.
El desarrollo de este sitio, desde una aldea a una ciudad, se divide en dos fases:

### Fase ñudee
La primera fase, llamada ñudee (nombre Mixteca de Huajuapan, que significa "lugar de valientes") y abarca el período comprendido desde 400 a. C a 250 d. C.
En esta fase se dio la construcción más grande, en cuanto a volumen se refiere. En excavaciones de prueba, realizadas en 1987 se encontraron rellenos de hasta 4 metros de espesor compuestos de piedra grande y tierra; esto se utilizó para nivelar el cerro y construir plataformas. Las construcciones posteriores que se dieron en la siguiente etapa (fase nuiñe) obligó a los habitantes a cubrir las antiguas, debido a ello, cuando se llevó a cabo la exploración del sitio, solo se encontraron construcciones incompletas de esta fase, ya que, para poder descubrir las construcciones completas se debían de destruir las construcciones posteriores.

### Fase nuiñe
En la segunda fase, denominada nuiñe, se habitó el sitio ya como una ciudad-estado (Altépetl), a partir de 250 d. C., hasta alrededor de 800 d. C. En ambas fases, pueden verse influencias culturales de otras áreas de la Mixteca y Mesoamérica. Fue el centro económico, político y cultural de un área con un radio de unos 10 a 15 km. La máxima población de la ciudad fue entre 1,000 y 2,000 personas.
Alcanzó su apogeo en el período Clásico con el desarrollo de la cultura de ñuiñe entre los mixtecos de tierras bajas en general, que tenía su propia arquitectura, escritura, cerámica, figurillas y urnas.
A partir de 800 d. C., la ciudad empezó a declinar, posiblemente debido a que eran subyugados por algún señorío vecino. El área no recuperaría importancia hasta después de la caída del imperio azteca, con la fundación de la ciudad de Huajuapan en el valle, junto al río, en 1525.
El sitio tiene características similares a ciudades de la Mixteca alta. Se caracteriza por una construcción de edificios alrededor de varias plazas, con el resto de la población distribuida a su alrededor. (Diferenciación del diseño urbano mixteco contra otras ciudades en las que los edificios se organizaban alrededor de una sola y gran plaza). Las áreas de construcción se modificaron por medio de terrazas, llamadas koo yuu (expresión mixteca que se puede traducir como bordo o dique de arcilla), tipo de edificación que hizo necesario construir escalinatas. Cerro de las Minas fue adornada con inscripciones en relieve, usando un sistema de escritura propio (no muy conocido), llamado ñuiñe. La escritura es muy parecida a inscripciones de las estelas zapotecas en Monte Albán, lo que sugiere una fuerte relación entre Los Valles y la Mixteca baja en el periodo Clásico.

## Descripción del sitio
La mayor parte del sitio cubre cerca de cincuenta hectáreas encima y en las laderas del cerro, aunque en 2007 el INAH encontró una tumba prehispánica al pie del Cerro de la Minas.
El centro del sitio está dominado por tres montículos que miden unos ocho metros de alto y cuarenta de diámetro. Estos forman una línea a través del centro del sitio y tiene una plataforma grande construida entre ellos, se extiende por un total de unos 180 metros. Además, existe una cancha de juego de pelota que mide 60 metros de largo y 15 metros de ancho. Se construyeron terrazas en los lados del cerro para crear más espacios planos para un mercado, el palacio y algunas áreas residenciales.
Las áreas residenciales, por lo general, tienen cimientos de piedra, con muros de piedra o adobe. Edificios residenciales situados en posiciones dominantes tienen sepulturas. Esto parece estar relacionado con tradiciones mixtecas de entierros más modernas, especialmente los personajes de puestos altos o preferidos en la sociedad.
El lugar está dividido en cuartos, un patio central y una gran tumba, la número 5. Esta tumba contiene tres entierros importantes, probablemente relacionados con la familia gobernante. Un total de nueve tumbas fueron descubiertas, algunas habían sido saqueadas, pero en otros se encontraron restos humanos, recipientes y lápidas con los nombres de los fallecidos. Además de estos, se encontraron más de 100 tumbas ordinarias.

Diferentes vistas del sitio del Cerro de las Minas
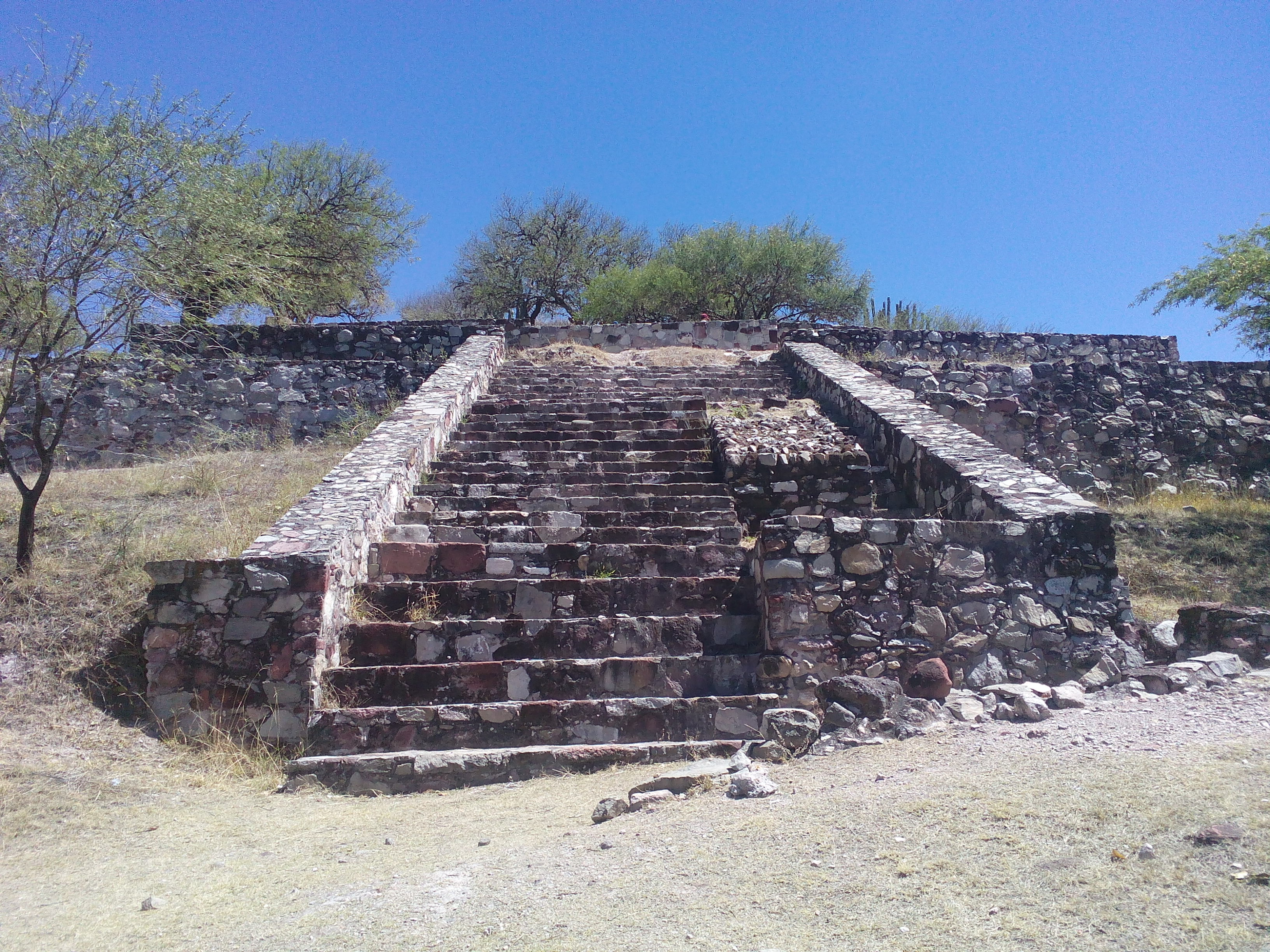
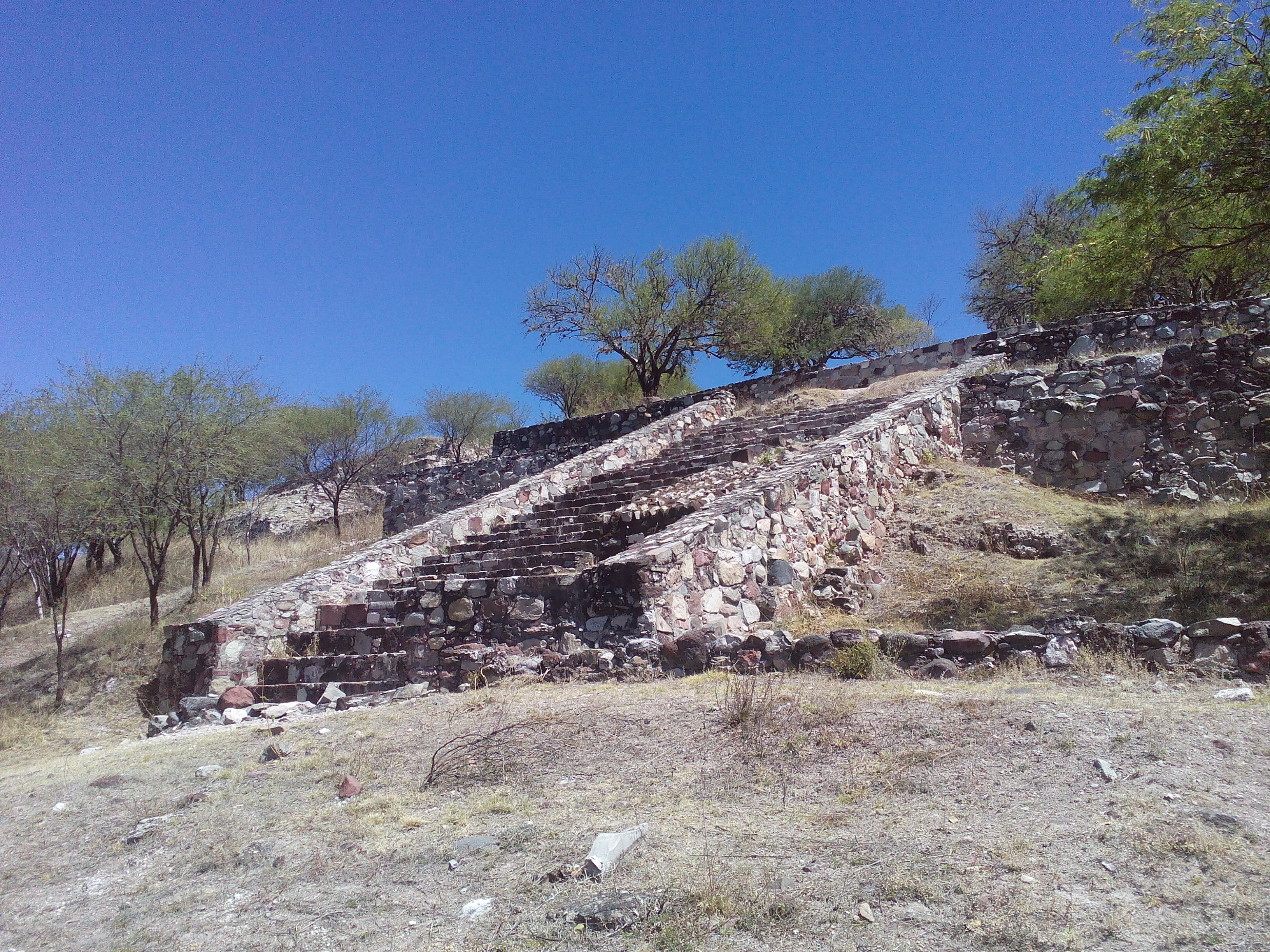
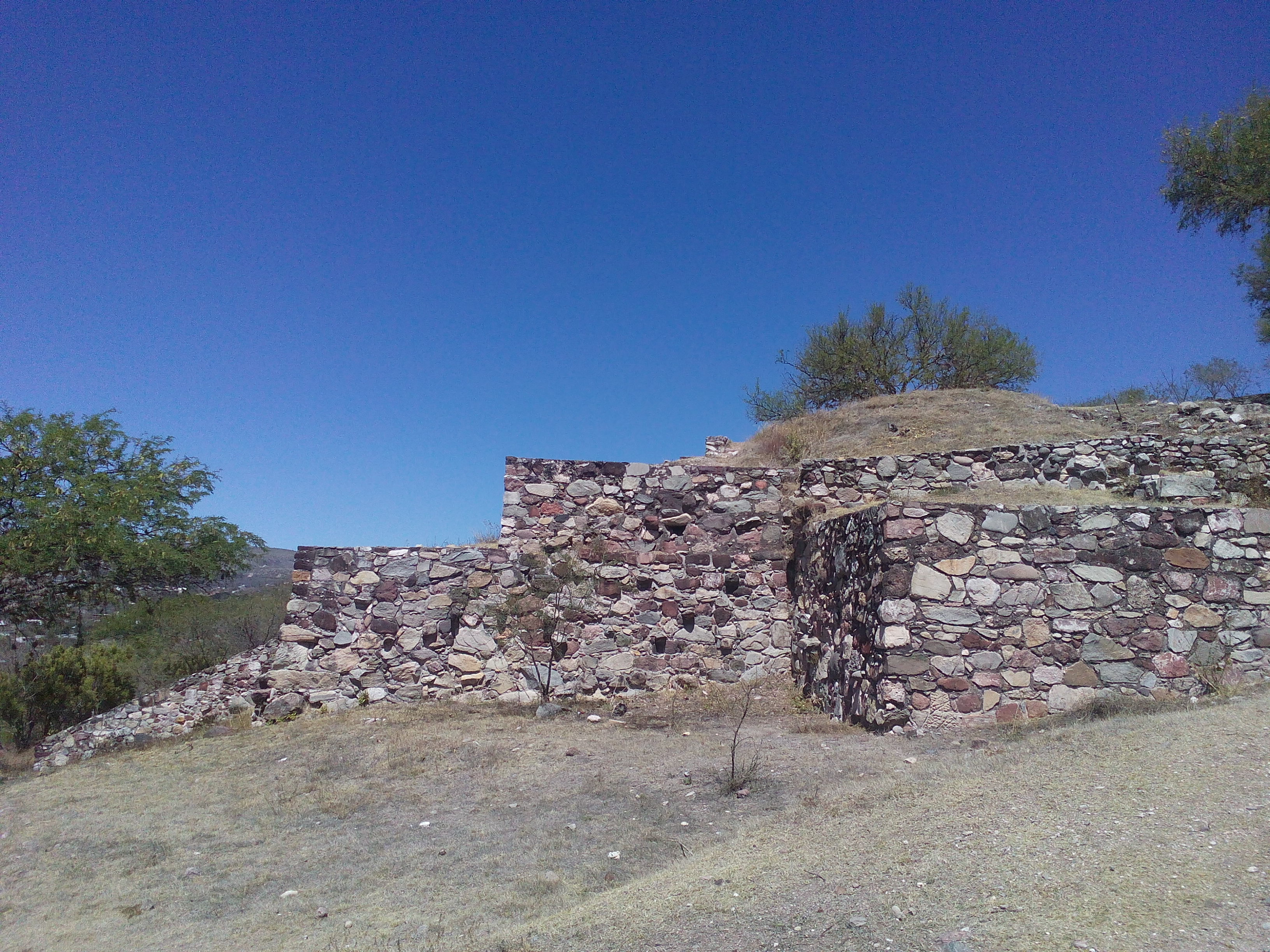
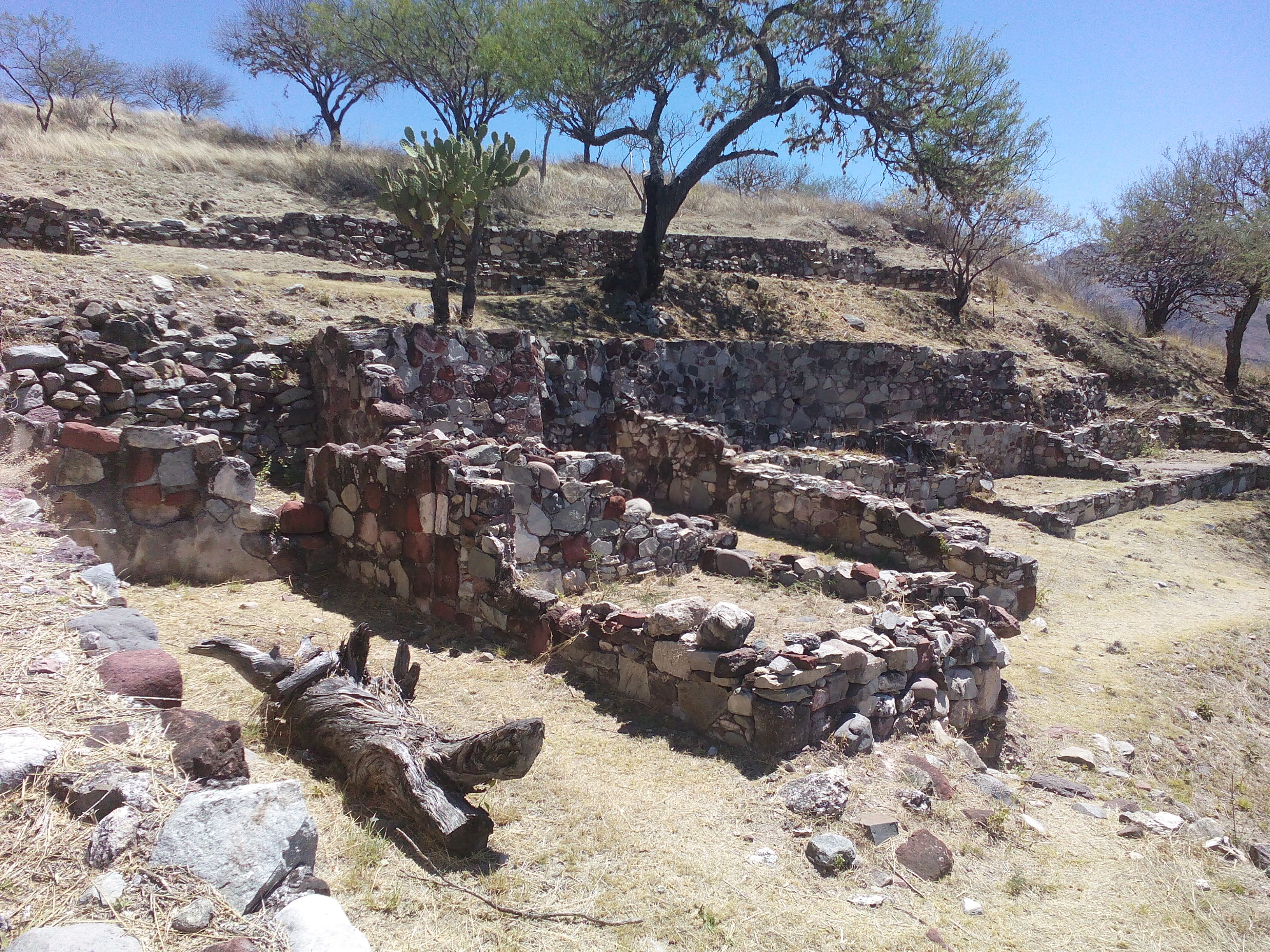
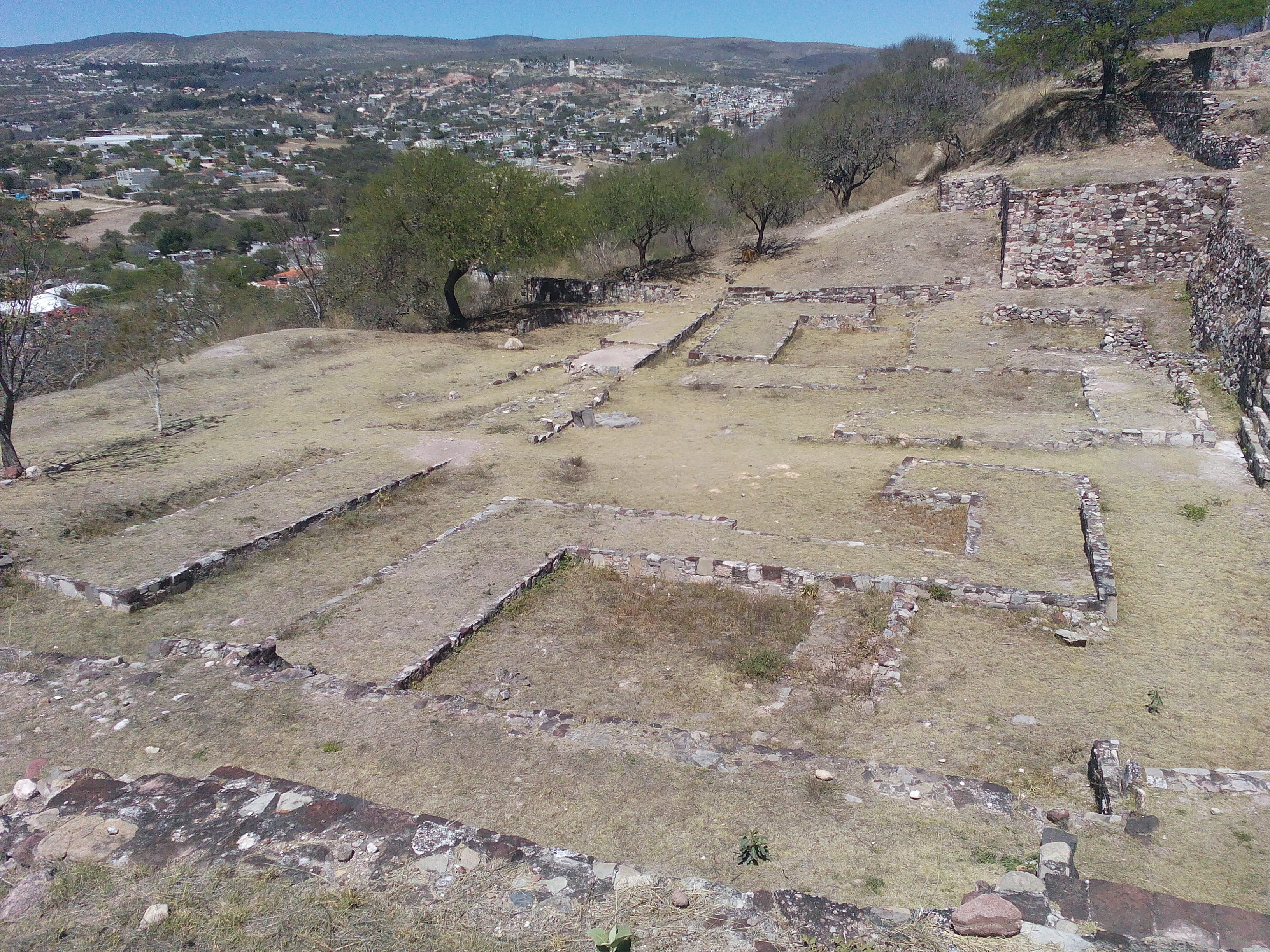
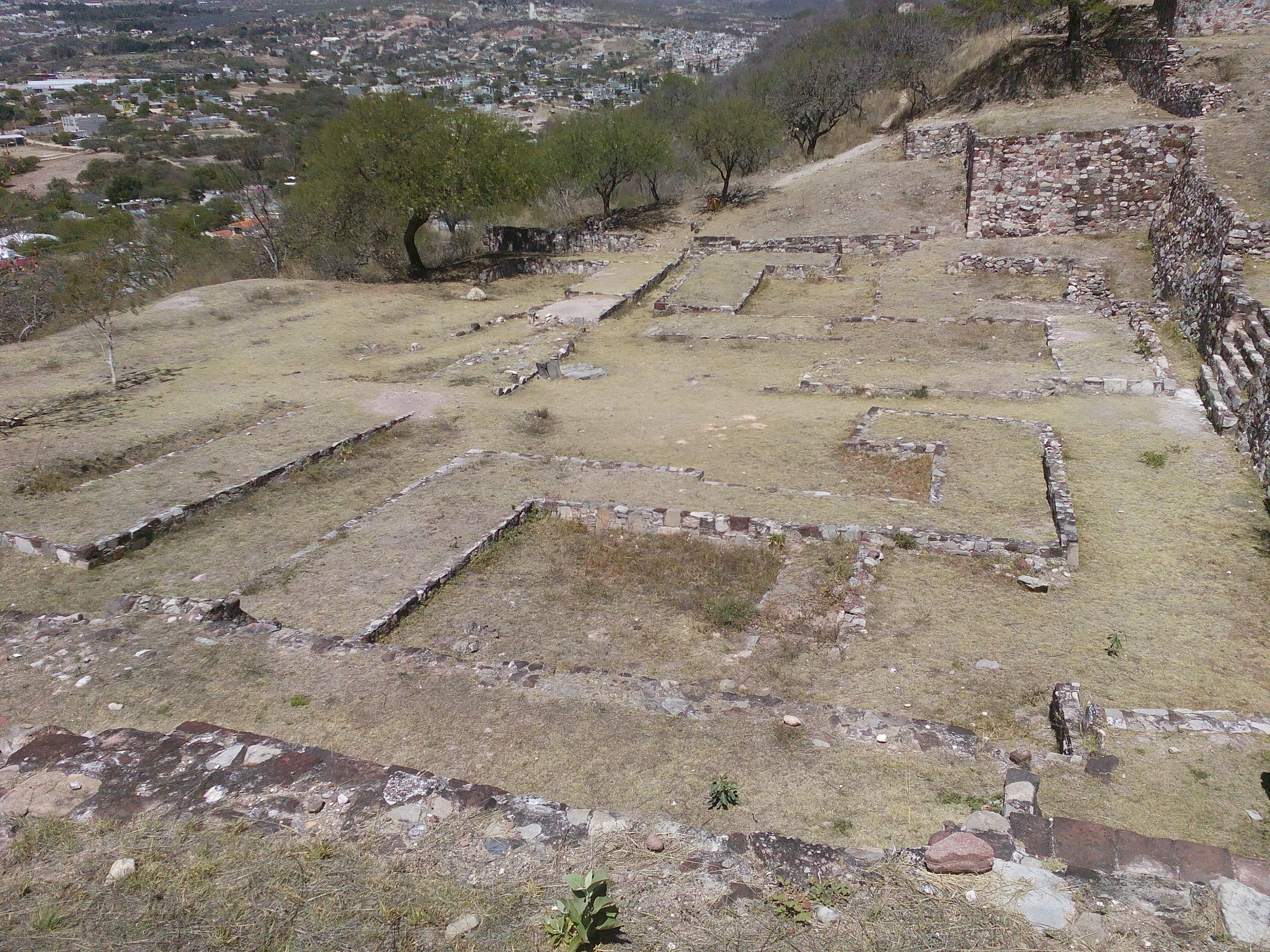
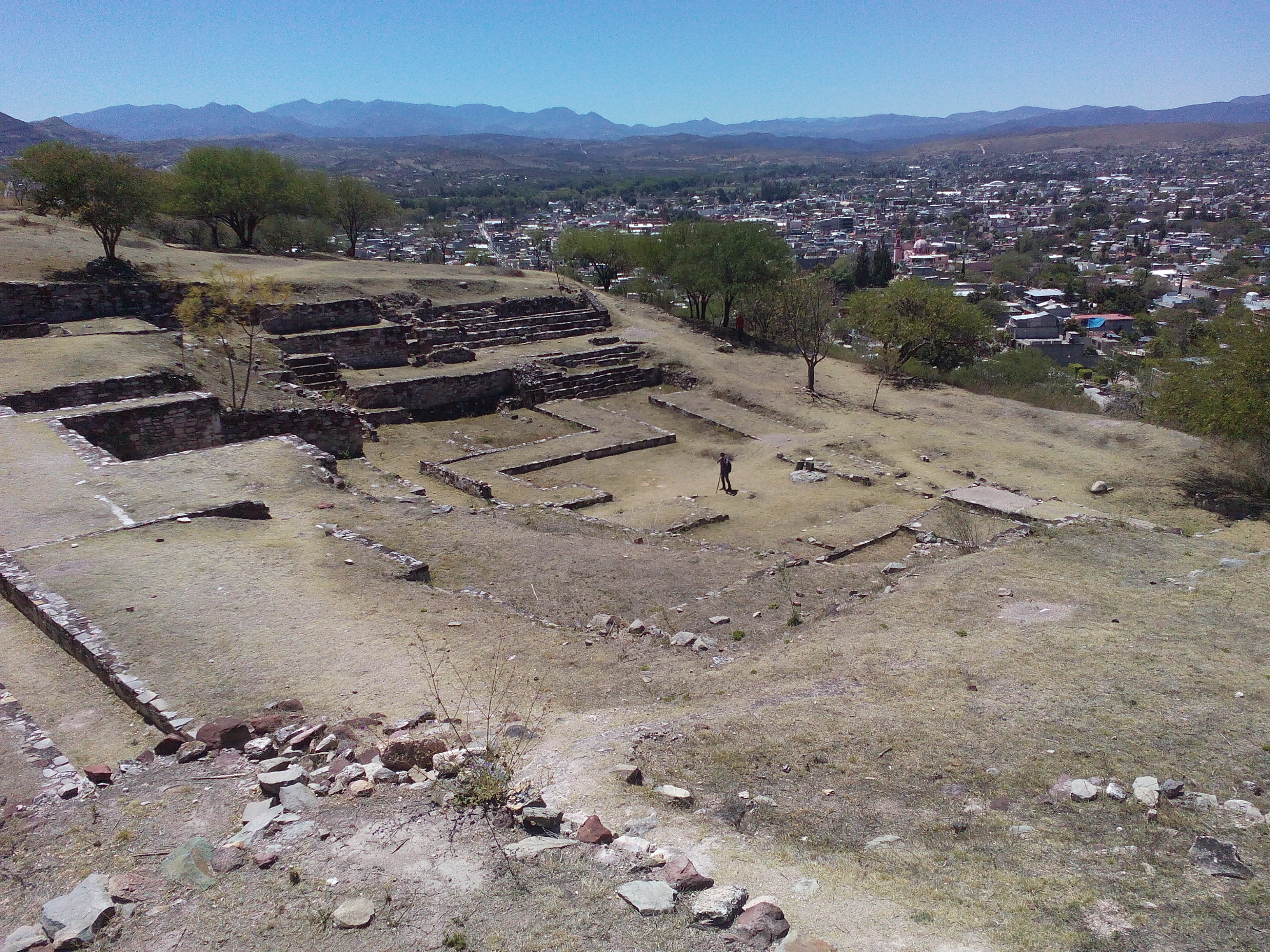

## Descubrimiento
Se efectuó una investigación principal y excavación del sitio en la década de 1980 y principios de 1990 por un equipo de 200 personas encabezada por Marcus Winter. Mucho de lo poco que se sabe de esta región Mixteca proviene de descubrimientos en este sitio, especialmente descubrimientos relacionados con el sistema de escritura con glifos mixtecos La mayoría de lo que se encontró estaba en la Tumba 5, localizada al sur de la plaza principal del complejo. Esta tumba contenía una gran cantidad de cerámica mixteca, incluida una urna multicolor con la representación del dios del viento o del fuego, con un brasero en su cabeza, sentado en una plataforma decorada con cuatro glifos. Esta pieza está exhibida en el museo de Oaxaca. La mayor parte de la escritura ñuiñe fue encontrada en esta tumba, en lápidas. Este tipo de escritura ñuiñe contiene un glifo central, usualmente el nombre del muerto acompañado por fechas. Dos entierros de este tipo se encontraron en la Tumba 5 y fue probablemente de gobernadores de la ciudad. Es la misma escritura que se encontró en San Pedro y San Pablo Tequixtepec cerca de 25 km al norte del sitio, en forma de inscripciones bajo escenas pintadas de batallas. La Tumba 3, se encontró vandalizada, pero aún contenía fragmentos de una urna y una piedra grabada.
Elementos culturales encontrados aquí muestran señales de contacto e influencia con otros sitios mixtecas tales como Diquiyú, Monte Negro, Huamelulpan, Yucuita y Yucuñudahui. A pesar de seis años de excavaciones, el sitio aún no está completamente explorado; sin embargo, no hay fondos para continuar el trabajo de campo.

## Estructuras

### Estructura H1A
Cubre el ancho de la cumbre del cerro; encima había una estructura, probablemente un templo. El acceso era por una amplia escalinata.

### Montículo 1
Aún no ha sido explorado, tiene una escalinata que probablemente conducía a un templo sobre el montículo.

### Montículo 2
Es una amplia plataforma con muros verticales y superficie plana. Probablemente había casas habitación al lado noreste, no se ha determinado qué tipo de edificios había sobre la plataforma.

### Gran Plaza
Ubicada entre los montículos 1 y 2, se ubica el patio de la Tumba 5, rodeada en tres lados por casas habitación, de las que hay cimientos de cuartos y patios.

### Tumba 5
Contenía restos de varias personas, más de 70 vasijas y una hermosa urna ñuiñe. Muros tardíos del patio de la tumba muestran las técnicas de construcción (bloque–laja y talud-tablero). En el patio hay otra zona habitacional, designada Área C.

### Cancha de Juego de Pelota
Junto al Montículo 2 se encontraron restos de una estructura, posiblemente una cancha de juego de pelota (en forma de I). La evidencia no es clara, solo se conservan algunos indicios, ya que se construyeron casas habitación sobre estos (Fase ñuiñe tardía); la forma alargada y dos pequeños grabados en piedra sugieren su uso como cancha, antes de la construcción de las casas.

### Montículo 3
Aún no ha sido explorado. Debido a que la planicie entre los montículos 2 y 3 carece de vestigios de casas habitación, como en el patio de la Tumba 5, se piensa que era un tianguis.

### Museo Comunitario de Huajuapan
Piezas encontradas en el sitio se exhiben en este museo, otras en el Museo de las Culturas de Oaxaca y en el Museo Frissell de Mitla.